# Protos
Protos (греч. πρῶτος, с греч. — «Первый») — это девятый студийный альбом норвежского музыкального продюсера Александра Винтера под псевдонимом Savant, выпущенный 8 августа 2014 года звукозаписывающей компанией SectionZ Records. По словам Винтера, он был вдохновлён мультфильмами, играми и музыкой из его детства.

## Запись
Александр Винтер описывает альбом как амбициозную космическую электро-поп-оперу, вдохновлённая мультфильмами субботнего утра его детства. Практически все композиции альбома являются старыми демозаписями, спел в них сам Винтер и записывал вокал к трекам в профессиональной студии в течение двух недель. Также ему пришлось немного изучить японский язык к треку «Laser Sharks».

## Список композиций
Все композиции написаны и спродюсированы Александром Винтером.
| №                   | Название            | Длительность |
| ------------------- | ------------------- | ------------ |
| 1.                  | «Man of the Law»    | 4:40         |
| 2.                  | «Prototype»         | 4:14         |
| 3.                  | «Spaceship»         | 3:33         |
| 4.                  | «Rider In Red»      | 2:07         |
| 5.                  | «Fakers»            | 3:22         |
| 6.                  | «Rise Up»           | 3:57         |
| 7.                  | «Nebula»            | 5:58         |
| 8.                  | «Spaceheart»        | 4:37         |
| 9.                  | «Laser Sharks»      | 4:03         |
| 10.                 | «Cry For Love»      | 3:40         |
| 11.                 | «Samurai»           | 3:38         |
| 12.                 | «Quest»             | 6:48         |
| 13.                 | «Venom»             | 5:09         |
| 14.                 | «Super Sheriff»     | 2:48         |
| 15.                 | «Sword of Destiny»  | 3:27         |
| 16.                 | «Hit the Top»       | 2:57         |
| 17.                 | «Aquarius»          | 5:10         |
| 18.                 | «Beautiful World»   | 3:28         |
| Общая длительность: | Общая длительность: | 73:45        |

## Участники записи
Savant
- Александр Винтер — продюсирование, вокал, синтезаторы, синтезаторы, клавишные, ударные.

Дизайнерский персонал
- Imson — дизайн, обложка.